# Casa-grande do Sítio Santo Antônio
A Casa Grande localizada no Sítio Santo Antônio, área rural, Estrada Mário de Andrade, km 8, conhecida hoje como patrimônio histórico de São Roque. O Sitio foi tombado pelo Iphan em 1941, restaurado e aberto à visitação pública, é a maior e mais antiga edificação de residência do planalto paulista.
Foi construída a mando de Fernão Paes de Barros em 1640, feita de taipa de pilão e coberta com telhas de barro, em terras que recebeu de seu pai. 
Representa uma manifestação da arquitetura brasileira do período colonial, retratando a sociedade daquela época. Erguida sobre um pequeno vale, a poucos quilômetros da atual Cidade de São Roque, fundada por Pedro Vaz de Barros irmão de Fernão Paes de Barros, ativos bandeirantes em guerras que travaram contra os Jesuítas castelhanos. 
Composta por sete cômodos, sendo eles: três quartos, uma sala de reunião familiar, uma capela, um depósito, um cômodo que não apresenta vestígios que fora uma cozinha e um alpendre, local onde eram recebidos hóspedes e visitantes. O local se destaca pela paisagem natural em seu entorno e por sua dimensão. 
Em 1681 foi construída a Capela de Santo Antonio, situado a 30 metros da Casa-Grande, teria sido construída por insistência de Dona Maria Mendonça, esposa de Fernão, que era devota de Santo Antônio. 
No século XIX passou a ser propriedade de Antônio Joaquim Rosa, Barão de Piratininga, de formação burguesa a ele eram dadas grandes caçadas e recepções. Procurou transformar a casa de Fernão Paes de Barros num lugar onde pudesse reunir amigos, artistas e intelectuais. Não conseguindo pelo fato de tentar transformar a casa rural em casa urbana com características burguesas. 
Em 1937 o sitio foi adquirido por Mario de Andrade, escritor modernista, então técnico da Sphan (Serviço do Patrimônio Histórico e Artístico Nacional), por motivo de  segurança, porém não morou na residência.  
1. ↑  SILVEIRA, Ayr. Festa de São Roque. In: ______. Projeto Memória. Editora: Samber, São Roque/SP. Vol. 1, 1949, p.05-11.